# Lawngtlai (huyện)
Huyện Lawngtlai là một huyện thuộc bang Mizoram, Ấn Độ. Thủ phủ huyện Lawngtlai đóng ở Lawngtlai. Huyện Lawngtlai có diện tích 2519 ki lô mét vuông. Đến thời điểm năm 2001, huyện Lawngtlai có dân số 73050 người.